# Лорен Коен
Лорен Сторгольм (англ. Lauren Storholm), наразі Ко́ен (англ. Lauren Cohan; нар. 7 січня 1982 року) — американська кіноакторка і фотомодель. Відома роллю Бели з телесеріалу «Надприродне», роллю Роуз із телесеріалу «Щоденники вампіра» і роллю Меґґі Рі з телесеріалу «Ходячі мерці».

## Біографія
Народилась 7 січня 1982 року в Філадельфії, штат Пенсільванія, жила в Нью-Джерсі. У підлітковому віці переїхала до своєї матері у Велику Британію. Мати, шотландка за національністю, у шлюбі прийняла юдаїзм, тому Лорен виховувалась у юдейських традиціях, пройшла обряд бат-міцви.
Вивчала у Вінчестерському університеті драму та англійську літературу. Співзаснувала студентський театр при університеті. Відтак її почали запрошувати до різних проєктів, отже поєднувала навчання у Вінчестері й зйомки в Лос-Анджелесі, працюючи при цьому в кількох фільмах і знімаючись у рекламі.
Дебютувала фільмом 2005 року «Казанова», втіливши сестру Беатрис. 2006 року знялась у фільмі «Король вечірок 2».
Окрім кінофільмів, Коен активно знімається для телебачення. Зіграла в кількох епізодах третього сезону серіалу «Надприродне» в ролі крадійки Бели Телбот. Втілила Роуз у серіалі «Щоденники вампіра». Із другого сезону (2011 рік) залучена в серіалі «Ходячі мерці» в ролі Меггі Грін.

## Фільмографія
| Рік       |    | Українська назва                               | Оригінальна назва                  | Роль                                                     |
| --------- | -- | ---------------------------------------------- | ---------------------------------- | -------------------------------------------------------- |
|           | с  | (фільмування)                                  | Twilight of the Gods               | Інге (голос)                                             |
| 2023      | с  | Ходячі мерці: Мертве місто                     | The Walking Dead: Dead City        | Меггі Грін                                               |
| 2022      | мф |                                                | Catwoman: Hunted                   | Джулія Пенніворт (голос)                                 |
| 2011—2022 | с  | Ходячі мерці                                   | The Walking Dead                   | Меґґі Ґрін / Меґґі Рі (144 епізоди; 2-10 та 11-й сезони) |
| 2021      | мс | Невколупний                                    | Invincible                         | War Woman / Holly (голос)                                |
| 2020      | кф |                                                | Tom Petty: Something Could Happen  |                                                          |
| 2019      | с  | Віскі Кавалер                                  | Whiskey Cavalier                   | Френкі Троубрідж (головна роль)                          |
| 2018      | ф  | 22 милі                                        | Mile 22                            | Еліс Керр                                                |
| 2018      | кф |                                                | Duck: A Film by Kevin Bacon        | Лорен                                                    |
| 2017      | мс | Робоцип                                        | Robot Chicken                      | Меггі Грін (голос)                                       |
| 2017      | ф  | 2pac: Легенда                                  | All Eyez on Me                     | Лейла Штейнберг                                          |
| 2016      | с  | Проєкт «Мінді»                                 | The Mindy Project                  | Ешлі (2 епізоди)                                         |
| 2016      | ф  | Бетмен проти Супермена: На зорі справедливості | Batman v Superman: Dawn of Justice | Марта Вейн                                               |
| 2016      | ф  | Лялька                                         | The Boy                            | Грета Еванс                                              |
| 2014      | ф  | Дістань мене, якщо зможеш                      | Reach Me                           | Кейт                                                     |
| 2014      | с  |                                                | Tim and Eric's Bedtime Stories     | Стефані                                                  |
| 2014      | вг | Destiny                                        | Destiny                            | Exo Stranger (голос)                                     |
| 2014      | мс | Арчер                                          | Archer                             | Джуліана (4 епізоди, голос)                              |
| 2013      | с  | Закон і порядок: Спеціальний корпус            | Law & Order: Special Victims Unit  | Евері Джордан                                            |
| 2012      | с  | Дитяча лікарня                                 | Childrens Hospital                 | Лулу Пратт                                               |
| 2010—2012 | с  | Щоденники вампіра                              | The Vampire Diaries                | Роуз (6 епізодів)                                        |
| 2011      | тф | Божественний                                   | Heavenly                           | Лілі                                                     |
| 2011      | с  | Чак                                            | Chuck                              | Вівіан Волкофф (5 епізодів)                              |
| 2010      | кф |                                                | Practical                          | Лорен                                                    |
| 2010      | в  | Молодий Александр Великий                      | Young Alexander the Great          | Лето                                                     |
| 2010      | в  | Смертельні перегони 2: Франкенштейн живий      | Death Race 2                       | Септембер Джонс                                          |
| 2010      | с  | Американська сімейка                           | Modern Family                      | реєстраторка                                             |
| 2010      | кф |                                                | Previously on Point Dume           | Фелісія фон Вегас                                        |
| 2010      | с  | Мертва справа                                  | Cold Case                          | Рейчел Мелоун (у 1986-му)                                |
| 2010      | с  | Місце злочину: Нью-Йорк                        | CSI: NY                            | Мередіт Мюр                                              |
| 2009      | с  | Життя як вирок                                 | Life                               | Джеккі Ролдер                                            |
| 2008      | ф  | Плавання                                       | Float                              | Емілі Фултон                                             |
| 2008      | с  | Валентин                                       | Valentine                          | Джоанна Клей (пілотний епізод)                           |
| 2007—2008 | с  | Надприродне                                    | Supernatural                       | Бела Толбот (6 епізодів)                                 |
| 2007      | с  | Зухвалі і красиві                              | The Bold and the Beautiful         | Працівниця «Forrester Creations»                         |
| 2006      | ф  | Король вечірок 2                               | Van Wilder 2: The Rise of Taj      | Шарлотта Гіґінсон                                        |
| 2005      | кф |                                                | The Quiet Assassin                 |                                                          |
| 2005      | ф  | Казанова                                       | Casanova                           | сестра Беатрис                                           |

## Виноски
1. ↑  Discogs — 2000.
2. ↑  Негропонте, Джон (4 вересня 2007). Телевізійоний передперегляд: Лоурен Кохан. American Jewish Life. Архів оригіналу за 15 січня 2008. Процитовано 22 жовтня 2013.(англ.)